# Sivald
Sivald (latín: Siwaldus o Sywaldus) es un nombre masculino de origen escandinavo que Saxo Grammaticus menciona varias veces para cinco personajes protohistóricos en su Gesta Danorum (Libro VIII). Aunque Saxo no se entretiene mucho en la vida de cada uno de ellos, dos fueron reyes de Dinamarca entre los siglos III y V, uno hijo de Broder y padre de Snær quien según la mitología nórdica es la personificación de la nieve; el otro rey danés solo se sabe que es hijo y heredero de Ungvir. El tercer monarca era rey de Götaland (Suecia), quien en particular se conoce que sus siete hijos tenían fama de berserkers e instruidos en el seid (magia), que participaban en ceremoniales de guerra donde entraban en trance metiéndose ascuas en la boca y se arrojaban entre las llamas.